# Deutsche Rallye-Meisterschaft 2009
Die Deutsche Rallye-Meisterschaft 2009 wurde in sieben Rallyes zwischen dem 13. März und dem 17. Oktober 2009 ausgetragen. Meister wurde Hermann Gassner jun.

## Rallyes und Ergebnisse
| Rallye                                           | Platz | Fahrer/Beifahrer                           | Fahrzeug                  | Gesamtzeit   |
| ------------------------------------------------ | ----- | ------------------------------------------ | ------------------------- | ------------ |
| ADAC Bayern-Rallye Oberland 13.–14. März 2009    | 1.    | Hermann Gassner jun./Katharina Wüstenhagen | Mitsubishi Lancer Evo IX  | 1:24:28,5 h  |
| ADAC Bayern-Rallye Oberland 13.–14. März 2009    | 2.    | Peter Corazza/Ronald Bauer                 | Mitsubishi Lancer Evo VII | + 25,3 s     |
| ADAC Bayern-Rallye Oberland 13.–14. März 2009    | 3.    | Sandro Wallenwein/Pauli Zeitlhofer         | Subaru Impreza WRX STi    | + 1:34,8 min |
| ADAC Wikinger-Rallye 3.–4. April 2009            | 1.    | Peter Corazza/Ronald Bauer                 | Mitsubishi Lancer Evo VII | 1:36:47,3 h  |
| ADAC Wikinger-Rallye 3.–4. April 2009            | 2.    | Sandro Wallenwein/Pauli Zeitlhofer         | Subaru Impreza N14        | + 38,4 s     |
| ADAC Wikinger-Rallye 3.–4. April 2009            | 3.    | Max Christensen/Dorthe Ravn                | Subaru Impreza N14        | + 1:09,7 min |
| ADAC Hessen-Rallye Vogelsberg 24.–25. April 2009 | 1.    | Hermann Gassner jun./Katharina Wüstenhagen | Mitsubishi Lancer Evo IX  | 1:10:38,8 h  |
| ADAC Hessen-Rallye Vogelsberg 24.–25. April 2009 | 2.    | Sandro Wallenwein/Pauli Zeitlhofer         | Subaru Impreza N14        | + 10,1 s     |
| ADAC Hessen-Rallye Vogelsberg 24.–25. April 2009 | 3.    | Peter Corazza/Ronald Bauer                 | Mitsubishi Lancer Evo VII | + 35,8 s     |
| AvD Sachsen-Rallye 7.–9. Mai 2009                | 1.    | Olaf Dobberkau/Alexandra König             | Porsche 996 GT3 RS        | 1:26:37,9 h  |
| AvD Sachsen-Rallye 7.–9. Mai 2009                | 2.    | Hermann Gassner jun./Katharina Wüstenhagen | Mitsubishi Lancer Evo IX  | + 6,1 s      |
| AvD Sachsen-Rallye 7.–9. Mai 2009                | 3.    | Peter Corazza/Ronald Bauer                 | Mitsubishi Lancer Evo VII | + 20,2 s     |
| ADAC Eifel-Rallye 17.–18. Juli 2009              | 1.    | Olaf Dobberkau/Alexandra König             | Porsche 996 GT3 RS        | 1:24:17,7 h  |
| ADAC Eifel-Rallye 17.–18. Juli 2009              | 2.    | Sandro Wallenwein/Pauli Zeitlhofer         | Subaru Impreza N15        | + 8,9 s      |
| ADAC Eifel-Rallye 17.–18. Juli 2009              | 3.    | Bruno Thiry/Nicolas Gilsoul                | Citroën C2 R2             | + 2:08,9 min |
| ADAC Saarland-Rallye 11.–12. September 2009      | 1.    | Hermann Gassner jun./Katharina Wüstenhagen | Mitsubishi Lancer Evo IX  | 1:30:50,2 h  |
| ADAC Saarland-Rallye 11.–12. September 2009      | 2.    | Sandro Wallenwein/Pauli Zeitlhofer         | Subaru Impreza N15        | + 30,3 s     |
| ADAC Saarland-Rallye 11.–12. September 2009      | 3.    | Hermann Gassner sen./Siegfried Schrankl    | Mitsubishi Lancer Evo X   | + 1:07,4 min |
| ADMV Lausitz-Rallye 15.–17. Oktober 2009         | 1.    | Hermann Gassner jun./Katharina Wüstenhagen | Mitsubishi Lancer Evo IX  | 1:33:11,7 h  |
| ADMV Lausitz-Rallye 15.–17. Oktober 2009         | 2.    | Martin Semerád/Bohuslav Ceplecha           | Mitsubishi Lancer Evo IX  | + 19,6 s     |
| ADMV Lausitz-Rallye 15.–17. Oktober 2009         | 3.    | Sandro Wallenwein/Pauli Zeitlhofer         | Subaru Impreza N15        | + 35,4 s     |

## Meisterschaftsendstand
| Platz | Fahrer/Beifahrer                           | Division | Punkte |
| ----- | ------------------------------------------ | -------- | ------ |
| 1.    | Hermann Gassner jun./Katharina Wüstenhagen | 1        | 156    |
| 2.    | Sandro Wallenwein/Pauli Zeitlhofer         | 1        | 143    |
| 3.    | Felix Herbold/Kevin Zemanik                | 3        | 128    |
| 4.    | Peter Corazza/Ronald Bauer                 | 1        | 106    |
| 5.    | Manuel Kößler/Heidrun Haner                | 4        | 100    |
| 6.    | Christian Riedemann/Oliver Bobrink         | 3        | 94     |
| 7.    | Olaf Dobberkau/Alexandra König             | 1        | 93     |
| 8.    | Carsten Mohe/André Kachel                  | 2        | 92     |
| 9.    | Hugo Arellano/Kendra Stockmar              | 4        | 67     |
| 10.   | Mirko Tautenhahn/Mario Weber               | 3        | 52     |